# Masters de Thaïlande
Pour l’article homonyme, voir Masters de Thaïlande de snooker.
Ne doit pas être confondu avec Open de Thaïlande (badminton).
Le Masters de Thaïlande, connu officiellement sous l'appellation Princess Sirivannavari Thailand Masters, est un tournoi international annuel de badminton organisé par la Fédération de Thaïlande de badminton (BAT) depuis 2016. Depuis sa création, il se déroule à Bangkok et il fait partie des tournois professionnels classés Grand Prix Gold par la BWF. En 2018, il intègre le nouveau circuit mondial BWF World Tour en catégorie Super 300.

## Palmarès
| Année                    | Simple hommes   | Simple dames              | Double hommes                     | Double dames                                    | Double mixte                                             |
| ------------------------ | --------------- | ------------------------- | --------------------------------- | ----------------------------------------------- | -------------------------------------------------------- |
| BWF Grand Prix Gold      |                 |                           |                                   |                                                 |                                                          |
| 2016                     | Lee Hyun-il     | Ratchanok Intanon         | Mohammad Ahsan Hendra Setiawan    | Tian Qing Zhao Yunlei                           | Zheng Siwei Chen Qingchen                                |
| 2017                     | Tommy Sugiarto  | Busanan Ongbumrungpan     | Huang Kaixiang Wang Yilyu         | Chen Qingchen Jia Yifan                         | Zhang Nan Li Yinhui                                      |
| BWF World Tour Super 300 |                 |                           |                                   |                                                 |                                                          |
| 2018                     | Tommy Sugiarto  | Nitchaon Jindapol         | Tinn Isriyanet Kittisak Namdash   | Jongkolphan Kititharakul Rawinda Prajongjai     | Chan Peng Soon Goh Liu Ying                              |
| 2019                     | Loh Kean Yew    | Fitriani                  | Goh V Shem Tan Wee Kiong          | Puttita Supajirakul Sapsiree Taerattanachai     | Chan Peng Soon Goh Liu Ying                              |
| 2020                     | Ng Ka Long      | Akane Yamaguchi           | Ong Yew Sin Teo Ee Yi             | Chen Qingchen Jia Yifan                         | Marcus Ellis Lauren Smith                                |
| 2021                     | Édition annulée | Édition annulée           | Édition annulée                   | Édition annulée                                 | Édition annulée                                          |
| 2022                     | Pas de tournoi  | Pas de tournoi            | Pas de tournoi                    | Pas de tournoi                                  | Pas de tournoi                                           |
| 2023                     | Lin Chun-yi     | Zhang Yiman               | Leo Rolly Carnando Daniel Marthin | Benyapa Aimsaard (en) Nuntakarn Aimsaard (en)   | Feng Yanzhe Huang Dongping                               |
| 2024                     | Chou Tien-chen  | Aya Ohori                 | He Jiting Ren Xiangyu             | Benyapa Aimsaard Nuntakarn Aimsaard             | Dechapol Puavaranukroh (en) Sapsiree Taerattanachai (en) |
| 2025                     | Jason Teh       | Pornpawee Chochuwong (en) | Jin Yong Seo Seung-jae            | Lanny Tria Mayasari Siti Fadia Silva Ramadhanti | Dechapol Puavaranukroh Supissara Paewsampran (en)        |